# Iosif Ivanovič Mrozovskij
Iosif Ivanovič Mrozovskij (in russo Мрозовский Иосиф Иванович?; 14 dicembre 1857 – Parigi, 16 ottobre 1934) è stato un generale russo, già distintosi durante la guerra russo-turca (1877-1878) e la guerra russo-giapponese. Durante la prima guerra mondiale fu comandante del Corpo dei granatieri sino al 2 maggio 1915, sostituito su decisione personale della zar Nicola II dl generale di fanteria Aleksej Nikolaevič Kuropatkin. Dal 2 ottobre 1915 al 2 marzo 1917 fu comandante del distretto militare di Mosca. Insignito dell'Ordine Imperiale di Sant'Aleksandr Nevskij con spade e diamanti, dell'Ordine dell'Aquila Bianca con spade, e dell'Ordine di San Giorgio di terza classe.

## Biografia
Nacque il 14 dicembre 1857 da una nobile famiglia della provincia di Grodno. Si diplomò presso il Ginnasio militare di Polak entrando in servizio nell'esercito imperiale l'8 settembre 1874. Frequentò poi la Scuola di artiglieria Mikhailovsky (1877) fu promosso sottotenente il 22 maggio 1877 in servizio alla 34ª Brigata d'artiglieria campale. Partecipò alla guerra russo-turca del 1877-1878 venendo promosso tenente il 18 dicembre 1878. Nel 1882 frequentò l'Accademia di artiglieria Mikhailovsky divenendo capitano di stato maggiore il 28 agosto di quell'anno. Tenente delle Guardie (6 agosto 1883). Comandante della 9ª batteria della 3ª Brigata d'artiglieria della Guardia (1 ottobre-1 ottobre 1897) fu promosso colonnello il 6 dicembre 1895. Dal 19 dicembre 1900 fu comandante dell'artiglieria del distaccamento della Manciuria meridionale, partecipante alla repressione della rivolta dei Boxer. Ricoprì tale incarico fino al 18 agosto 1901.
Dal 6 aprile 1902 fu comandante della 5ª Brigata d'artiglieria e poi della 2ª Divisione d'artiglieria (6 aprile1902-5 gennaio 1904). Promosso maggior generale l'11 gennaio 1903 per meriti militari,  dal 18 febbraio 1904 fu comandante della 9ª Brigata d'artiglieria dei Fucilieri della Siberia orientale. Partecipò alla guerra russo-giapponese del 1904-1905. Dal 23 agosto 1905 fu comandante dell'artiglieria della 1ª Corpo d'armata ricoprendo tale incarico fino al 7 febbraio 1906.  Rimasto ferito in combattimento gli fu conferito l'Ordine di San Giorgio di quarta classe il 28 luglio 1907; per l'abile comando nel reprimere il fuoco di numerose artiglierie nemiche il 18 agosto 1904 vicino a Liaoyang. Dopo la guerra, il 7 febbraio 1906, Su raccomandazione del granduca Nikolaj Nikolaevič Romanov, fu nominato comandante dell'artiglieria del distretto militare di San Pietroburgo, il più importante del Paese. Il 6 dicembre 1907 fu promosso tenente generale, e dal 26 agosto 1908 fu comandante della 1ª Divisione fanteria della Guardia. Il 21 maggio 1912 fu posto al comando del Corpo dei granatieri di stanza a Mosca. Generale di fanteria dal 6 dicembre 1913, su sua richiesta divenne generale d'artiglieria 26 gennaio 1914. A comando di tale corpo d'armata entrò nella prima guerra mondiale.  Per essersi distinto nella battaglia del 27 settembre 1914 vicino a Sukhodolami gli fu conferito l'Ordine di San Giorgio di terza classe. Il 2 settembre 1915, su decisione personale della zar Nicola II, cedette il comando del corpo dei granatieri al generale di fanteria Aleksej Nikolaevič Kuropatkin e il 2 ottobre fu nominato comandante del distretto militare di Mosca in sostituzione del dimissionario principe Feliks Feliksovič Sumarokov-Ėl'ston. In quello steso giorno a Mosca fu dichiarata in vigore la legge marziale. La grande ritirata dell'esercito russo in seguito all'offensiva di Gorlice-Tarnów presentò alle autorità russe un nuovo grande problema: una folla di profughi si riversò da Kovno, Grodno, dalla Curlandia e da altre province occupate dal nemico a Mosca e in altre grandi città dell'Impero.
Secondo alcune fonti, il loro numero raggiunse i 6 milioni. Insieme ai rifugiati, dalla periferia dell'Impero cominciarono ad arrivare a Mosca bande di ladri che fecero aumentata notevolmente la criminalità in città e inoltre comparvero un gran numero di bambini senza casa. A causa dell’arruolamento di panettieri esperti nell'esercito e della carenza di lavoratori maschi nell'industria della panificazione, la produttività dei panifici a Mosca diminuì. Era necessario trovare fondi aggiuntivi per preparare la città all'inverno. Entro settembre del 1915 sulle strade di accesso a Mosca vi erano fino a 10.000 carrozze scariche. I prezzi dei prodotti alimentari aumentavano, e nell’autunno del 1916, alle difficoltà alimentari si aggiunse la carenza di materie prime come tessuti, scarpe, prodotti in ferro, ecc. Egli affrontò questi problemi con chiarezza militare. Ordinò l'apertura di una rete di mense economiche e il ferreo controllo di tutti i prodotti importati in città attraverso le ferrovie e le rotte fluviali. Al fine di impedire l'esportazione di prodotti alimentari da Mosca e di registrare tutti i prodotti importati, è stata istituita una registrazione dettagliata di tutti i carichi alimentari in arrivo e in partenza nelle stazioni del nodo ferroviario di Mosca, nonché sui moli del fiume Moscova.  Inoltre si rivolse al Ministro dell'Agricoltura con la richiesta di stanziare ulteriori fondi per la città per l'acquisto di prodotti alimentari. Egli scrisse: La necessità di ciò si spiega con la mancanza di un regolare approvvigionamento di cibo, a causa dell’uso imprudente da parte degli individui degli equipaggiamenti loro consegnati... Il desiderio e di provvedere alla parte più povera della popolazione di Mosca... Attribuisco particolare importanza alle scorte alimentari, la cui scarsità diventa sempre più evidente. L’assenza delle riserve indicate e i costi sempre più elevati possono facilmente causare indesiderati disordini tra la popolazione della capitale a causa delle circostanze della situazione bellica. Aprì molti orfanotrofi, fu creata la "Società per l'assistenza alla popolazione più povera di Mosca" e fu sviluppato un ampio sistema di misure per combattere il profitto e la criminalità urbana. In gran parte grazie al suo lavoro a cavallo tra il 1916 e il 1917, la difficile situazione a Mosca venne corretta.
Durante la Rivoluzione di febbraio  fu uno dei pochi alti capi militari che dichiarò apertamente la sua disobbedienza al Comitato provvisorio della Duma di Stato e la sua lealtà allo zar Nicola II. Dichiarò duramente che non intendeva obbedire al governo provvisorio e fino all'ultimo fece dei tentativi per mantenere la situazione a Mosca sotto il suo controllo. Per suo ordine i giornali che pubblicavano appelli alla rivoluzione furono chiusi e i leader dell'opposizione iniziarono ad essere espulsi dalla città. Facendo affidamento sui pochi comandi militari e sulla polizia rimasta fedele allo zar, cercò di assumere il controllo della situazione e Mosca fu introdotto lo stato d'assedio. Per spezzare la volontà sua, il presidente della Duma di Stato Michail Vladimirovič Rodzjanko inviò a Mosca un minaccioso telegramma mandando allo steso tempo, insieme a Aleksandr Fëdorovič Kerenskij, i suoi emissari a Mosca.  Anche quando l'intera guarnigione di Mosca. Composta interamente da battaglioni della riserva, defezionò, passando dalla parte del nuovo governo, confermò ancora una volta che sarebbe rimasto fedele al suo giuramento. Fu arrestato nella notte del 2 marzo e poi, dopo aver presentato le dimissioni, messo agli arresti domiciliari, e il 10 dello stesso mese fu licenziato dal servizio per malattia con diritto alla pensione e a portare l'uniforme. Dopo la Rivoluzione d'ottobre partì per il sud della Russia, venendo evacuato a Gallipoli, in Turchia, nel 1919. Passò in Germania, dove fu membro del Congresso monarchico di Reichenhall nel 1921. Stabilitosi in Francia visse a Nizza, dove fu membro della locale "Società per l'unità dei russi".  L'ultimo anno di vita lo visse presso la Casa di riposo russa a Sainte-Genevieve-des-Bois. Si spense a Parigi il 16 ottobre 1934, e la salma fu poi tumulata nel Cimitero russo ortodosso di Nostra Signora dell'Assunzione a Sainte-Genevieve-des-Bois.

### Annotazioni
1. ↑  Qui strinse fraterna amicizia con il futuro generale Aleksandr Frantsevič Ragoza.
2. ↑   Iosif Ivanovič Mrozovskij fu tra i primi, il 27 settembre 1914, a ricevere il più alto riconoscimento militare in Russia l'Ordine di San Giorgio di terza classe. Durante l'intera guerra, solo 60 persone hanno ricevuto questa onorificenza, tra cui otto bielorussi.

### Fonti
1. 1 2 3 4 5 6 7 8 9 10 11 12 13 14 15 16 17 18 19 20 21 22 23 24 25 26  Grwar.
2. 1 2 3 4 5 6 7 8 9 10 11 12 13 14 15  Hrono.
3. 1 2 3 4 5 6 7 8 9 10 11 12 13 14 15 16 17 18 19 20 21 22 23 24  Belkadet.
4. 1 2 3 4 5 6 7 8 9 10 11 12 13 14  Rusgeneral.